# Grande Prêmio da Alemanha de 1996
Resultados do Grande Prêmio da Alemanha de Fórmula 1 realizado em Hockenheim em 28 de julho de 1996. Décima primeira etapa da temporada, nele o vencedor foi o britânico Damon Hill, da Williams-Renault.

## Resumo

### Bastidores germânicos
Líder do campeonato mundial desde a primeira etapa e vencedor de sessenta por cento das provas realizadas até aqui, o britânico Damon Hill chega à Alemanha tendo que responder sobre o seu futuro, ou mais especificamente se permanecerá na equipe de Frank Williams ano que vem, sobretudo porque torna-se cada vez mais frequente o rumor de sua substituição por Heinz-Harald Frentzen. Questionada a respeito, a Williams informa que Jacques Villeneuve é o único piloto assegurado para 1997 e os mais céticos veem nisso a repetição da "síndrome de Nigel Mansell", dispensado pelo time após conquistar o título há quatro anos. Tanto antes como agora, o principal entrave é a questão financeira, pois em caso de sagrar-se campeão mundial, Hill teria pedido US$ 20 milhões anuais para ficar em Grove, soma equivalente ao dobro do que recebe atualmente.

### Treino oficial
Ciente ou não das críticas feitas à sua pessoa, Damon Hill assegurou a pole position dividindo a primeira fila com Gerhard Berger da Benetton enquanto Michael Schumacher foi o terceiro colocado após liderar parte da sessão com a sua Ferrari. Pior sorte teve Jacques Villeneuve que ficou em sexto e não parece capaz de desafiar Hill pelo título numa pista que só foi capaz de localizar com a ajuda de um mapa.

### A redenção de Hill
Aproveitando a má largada de Hill, os carros da Benetton assumiram a dianteira com Berger adiante de Alesi enquanto Hill caiu para o terceiro lugar com Schumacher, Coulthard e Villeneuve completando a relação de pilotos na zona de pontuação numa marcha que durou dezesseis voltas quando o britânico da McLaren foi aos boxes iniciando a primeira "janela" de pit stops e ao fim desta os seis primeiros eram Hill, Berger, Alesi, Coulthard, Villeneuve e Schumacher, que foi superado pelo canadense da Williams na chicane Clark.
Com o equipamento em melhores condições, Hill mantém a dianteira com mais de dezesseis segundos em relação a Berger, mas cai para terceiro após um novo pit stop na volta trinta e cinco. Pilotando com furor, ele ascende ao segundo lugar ao passar Alesi e inicia uma caçada a Gerhard Berger. Mesmo com pneus desgastados o austríaco resiste ao avanço de Hill por uma diferença ínfima sem que o britânico abdicasse da perseguição constante, mas graças à experiência acumulada em doze anos de carreira, Berger resistia mesmo quando seu rival "dançava" atrás dele ameaçando mudar de traçado. Nem toda a sua competência, porém, foi capaz de salvá-lo quando o motor de sua Benetton virou fumaça a menos de três voltas para o final.
Favorecido por uma pilotagem agressiva, uma estratégia ousada e pelo infortúnio de um rival, Damon Hill chega a 20 vitórias em sua carreira e empata com Michael Schumacher nesse quesito. Jean Alesi foi o segundo colocado enquanto Jacques Villeneuve ficou em terceiro lugar com vinte e um pontos de desvantagem em relação aos números de Hill, cuja liderança no campeonato segue inabalável. Como prêmio de consolação para os alemães, Schumacher resistiu ao ataque final de David Coulthard voltou a pontuar após três corridas de infortúnio enquanto Rubens Barrichello chegou em sexto lugar.

## Classificação da prova

### Treino oficial
| 1                         | 5  | Damon Hill            | Williams-Renault   | 1:43.912 |         |
| 2                         | 4  | Gerhard Berger        | Benetton-Renault   | 1:44.299 | + 0.387 |
| 3                         | 1  | Michael Schumacher    | Ferrari            | 1:44.477 | + 0.565 |
| 4                         | 7  | Mika Häkkinen         | McLaren-Mercedes   | 1:44.644 | + 0.732 |
| 5                         | 3  | Jean Alesi            | Benetton-Renault   | 1:44.670 | + 0.758 |
| 6                         | 6  | Jacques Villeneuve    | Williams-Renault   | 1:44.842 | + 0.930 |
| 7                         | 8  | David Coulthard       | McLaren-Mercedes   | 1:44.951 | + 1.039 |
| 8                         | 2  | Eddie Irvine          | Ferrari            | 1:45.389 | + 1.477 |
| 9                         | 11 | Rubens Barrichello    | Jordan-Peugeot     | 1:45.452 | + 1.540 |
| 10                        | 12 | Martin Brundle        | Jordan-Peugeot     | 1:45.876 | + 1.964 |
| 11                        | 10 | Pedro Paulo Diniz     | Ligier-Mugen/Honda | 1:46.575 | + 2.663 |
| 12                        | 9  | Olivier Panis         | Ligier-Mugen/Honda | 1:46.746 | + 2.834 |
| 13                        | 15 | Heinz-Harald Frentzen | Sauber-Ford        | 1:46.899 | + 2.987 |
| 14                        | 14 | Johnny Herbert        | Sauber-Ford        | 1:47.711 | + 3.799 |
| 15                        | 19 | Mika Salo             | Tyrrell-Yamaha     | 1:48.139 | + 4.227 |
| 16                        | 18 | Ukyo Katayama         | Tyrrell-Yamaha     | 1:48.381 | + 4.469 |
| 17                        | 17 | Jos Verstappen        | Footwork-Hart      | 1:48.512 | + 4.600 |
| 18                        | 20 | Pedro Lamy            | Minardi-Ford       | 1:49.461 | + 5.549 |
| 19                        | 16 | Ricardo Rosset        | Footwork-Hart      | 1:49.551 | + 5.639 |
| Limite dos 107%: 1:51.186 |    |                       |                    |          |         |
| DNQ                       | 21 | Giovanni Lavaggi      | Minardi-Ford       | 1:51.357 | + 7.445 |
| Fonte:                    |    |                       |                    |          |         |

### Corrida
| Pos.   | Nº | Piloto                | Construtor         | Voltas | Tempo/Diferença | Grid | Pontos |
| ------ | -- | --------------------- | ------------------ | ------ | --------------- | ---- | ------ |
| 1      | 5  | Damon Hill            | Williams-Renault   | 45     | 1:21'43.417     | 1    | 10     |
| 2      | 3  | Jean Alesi            | Benetton-Renault   | 45     | + 11.452        | 5    | 6      |
| 3      | 6  | Jacques Villeneuve    | Williams-Renault   | 45     | + 33.926        | 6    | 4      |
| 4      | 1  | Michael Schumacher    | Ferrari            | 45     | + 41.517        | 3    | 3      |
| 5      | 8  | David Coulthard       | McLaren-Mercedes   | 45     | + 42.196        | 7    | 2      |
| 6      | 11 | Rubens Barrichello    | Jordan-Peugeot     | 45     | + 1:42.099      | 9    | 1      |
| 7      | 9  | Olivier Panis         | Ligier-Mugen/Honda | 45     | + 1:43.912      | 12   |        |
| 8      | 15 | Heinz-Harald Frentzen | Sauber-Ford        | 44     | + 1 volta       | 13   |        |
| 9      | 19 | Mika Salo             | Tyrrell-Yamaha     | 44     | + 1 volta       | 15   |        |
| 10     | 12 | Martin Brundle        | Jordan-Peugeot     | 44     | + 1 volta       | 10   |        |
| 11     | 16 | Ricardo Rosset        | Footwork-Hart      | 44     | + 1 volta       | 19   |        |
| 12     | 20 | Pedro Lamy            | Minardi-Ford       | 43     | + 2 voltas      | 18   |        |
| 13     | 4  | Gerhard Berger        | Benetton-Renault   | 42     | Motor           | 2    |        |
| Ret    | 2  | Eddie Irvine          | Ferrari            | 34     | Motor           | 8    |        |
| Ret    | 14 | Johnny Herbert        | Sauber-Ford        | 25     | Vibrações       | 14   |        |
| Ret    | 10 | Pedro Paulo Diniz     | Ligier-Mugen/Honda | 19     | Motor           | 11   |        |
| Ret    | 18 | Ukyo Katayama         | Tyrrell-Yamaha     | 19     | Spun off        | 16   |        |
| Ret    | 7  | Mika Häkkinen         | McLaren-Mercedes   | 13     | Câmbio          | 4    |        |
| Ret    | 17 | Jos Verstappen        | Footwork-Hart      | 0      | Colisão         | 17   |        |
| DNQ    | 21 | Giovanni Lavaggi      | Minardi-Ford       |        |                 | 20   |        |
| Fonte: |    |                       |                    |        |                 |      |        |

## Tabela do campeonato após a corrida
| Pos. | Piloto             | Pontos |
| ---- | ------------------ | ------ |
| 1    | Damon Hill         | 73     |
| 2    | Jacques Villeneuve | 52     |
| 3    | Jean Alesi         | 31     |
| 4    | Michael Schumacher | 29     |
| 5    | David Coulthard    | 18     |

| Pos. | Construtor       | Pontos |
| ---- | ---------------- | ------ |
| 1    | Williams-Renault | 125    |
| 2    | Benetton-Renault | 47     |
| 3    | Ferrari          | 38     |
| 4    | McLaren-Mercedes | 34     |
| 5    | Jordan-Peugeot   | 14     |

- Nota: Somente as primeiras cinco posições estão listadas.